# Telmatoscopus bartolii
Telmatoscopus bartolii és una espècie d'insecte dípter pertanyent a la família dels psicòdids que es troba a Europa: l'illa de Sardenya (Itàlia).